# Los miedos
Los miedos és una pel·lícula argentina filmada en Eastmancolor estrenada el 14 d'agost de 1980. Dirigida per Alejandro Doria. Escrita per Alejandro Doria i Juan Carlos Cernadas Lamadrid. Protagonitzada per la primera actriu Tita Merello. Coprotagonitzada per Soledad Silveyra, Miguel Ángel Solá, Sandra Mihanovich, Aníbal Morixe i Lito González. També, va comptar amb l'actuació especial de María Leal. Té escenes d'exteriors filmades a Comodoro Rivadavia, Gaiman, Puerto Madryn, Rawson, Sarmiento i Trelew a la província de Chubut.

## Sinopsi
Una anciana, un assassí, una dona embarassada, un futbolista, un disminuït mental i una prostituta fugen d'una pesta cap al Sud.

## Repartiment
Hi van participar els següents intèrprets:
- Tita Merello
- Soledad Silveyra
- Miguel Ángel Solá
- Sandra Mihanovich
- Aníbal Morixe
- Lito González
- María Leal
- Pablo Brichta
- Silvia Fernández Vita
- María Pla
- Jorge Ferrero
- Agustín Barrilli

## Comentaris
Fernando Masllorens va opinar a Convicción :
| « | «Però arriba el film amb aquest sentit universal a l'espectador? Només parcialment perquè el tractament fantàstic del començament es veu circunscripto al problema particular de la dona embarassada i la seqüència final és purament realista.» | » |

A La Razón va opinar Alfredo Andrés:
| « | «Doria ha elaborat una històoria tan lacònica com expressiva.» | » |

Manrupe i Portela escriuen:
| « | «Paràbola apocalíptica amb bones actuacions i estesa en extrem.» | » |